# 자포리자주

자포리자주의 위치

자포리자주(우크라이나어: Запорізька область)는 우크라이나 남동부에 위치한 주로 주도는 자포리자이며 면적은 27,183km2, 인구는 1,666,515명(2021년 추정)이다.
북쪽으로는 드니프로페트로우스크주, 동쪽으로는 도네츠크주, 남쪽으로는 아조프해, 서쪽으로는 헤르손주와 접한다. 멜리토폴, 베르댠스크 등의 주요 도시가 있는 곳이다. 러시아의 우크라이나 침공이 진행 중이던 2022년 9월에는 러시아가 도네츠크 인민공화국, 루간스크 인민공화국, 자포리자주, 헤르손주의 합병을 선언했으나, 국제 사회는 이를 승인하지 않았다.

## 상징

자포리자주의 기
자포리자주의 문장